# Badstratenbuurt
De Badstratenbuurt is de kleinste georganiseerde woonbuurt van Groningen, gelegen tussen de Paterswoldseweg, Eeldersingel, Noord-Willemskanaal en de spoorlijn Groningen-Leeuwarden.
De buurt kent maar enkele straten waarvan er vier naar het voormalige badhuis genoemd zijn. Behalve dit badhuis was ook het kantoor van de nabijgelegen tabaksfabriek Koninklijke Theodorus Niemeyer BV lange tijd in de wijk gevestigd.

## Geschiedenis
De buurt dateert uit het eind van de negentiende eeuw met als een van de eerste gebouwen de gemeentelijke Bad- en zweminrichting, die in 1880 werd gesticht. Daarna zijn in de wijk veel zogenaamde schipperswoningen gebouwd. Bij het badhuis werd in 1936 het beeld Vrouw met twee dolfijnen van de hand van Bas Galis geplaatst. Het badhuis werd gesloten in 1955 toen het nieuwe openluchtzwembad De Papiermolen werd geopend. Het waterbassin werd gedempt en het gebouw kreeg in 1993 de bestemming van huisvesting en buurthuis. In 2010 werd het aangewezen als monument. 
Het terrein van de zweminrichting is in de loop van de tijd bebouwd met pakhuizen van de tabaksfabriek van Niemeyer. Begin jaren tachtig startte de gemeente een renovatie- en nieuwbouwproject waarbij een groot aantal huizen is bijgebouwd en enkele straten aan de wijk werden toegevoegd (Badhuisplein en Marwixhof). Ook vond nieuwbouw plaats voor het hoofdkantoor van Niemeyer. Inmiddels is dit kantoor verkocht en verbouwd tot jongerenhuisvesting. In de Badstratenbuurt rest van Niemeyer nog het parkeerterrein en de straat met de naam Theodorus Niemeyerstraat.

## 2015
De wijk heeft een gemengde bevolkingssamenstelling. In totaal wonen er circa 650 bewoners (400 woningen). De wijk kent zowel koop- als huurwoningen, met ongeveer de helft corporatiewoningen. Het aantal winkels is sterk geslonken en ze zijn van karakter veranderd. Alleen aan de Paterswoldseweg en de Eeldersingel resten nog winkels, waaronder een supermarkt, bloemenwinkel en een ijzerwinkel naast veel horecagelegenheden. Van oudsher is er een actieve bewonersvereniging die een nieuwsbrief uitgeeft, een website beheert en activiteiten als borrels organiseert.

## Links/bronnen
- http://www.badstratenbuurt.nl

1. ↑  Inclusief het A-kwartier, Academiekwartier, Bisschopskwartier en Ebbingekluft
2. ↑  Inclusief Ruskenveen
3. ↑  Euvelgunne en Roodehaan zijn onderdeel van de MEER-dorpen, maar vallen onder de wijk Zuidoost
4. ↑  Inclusief de subbuurten De Wierden (waaronder het bouwblok Heemwerd), Rietlanden en Reitdiephaven
5. ↑  Voorheen Korrewegwijk genoemd
6. ↑  Voorheen Korrewegbuurt genoemd